# Ranitomeya
Ranitomeya é um gênero de anfíbios da família Dendrobatidae.

## Taxonomia
As seguintes espécies são reconhecidas:
- Ranitomeya amazonica (Schulte, 1999)
- Ranitomeya benedicta Brown, Twomey, Pepper & Sanchez-Rodriguez, 2008
- Ranitomeya cyanovittata Pérez-Peña, Chávez, Twomey & Brown, 2010
- Ranitomeya defleri Twomey & Brown, 2009
- Ranitomeya fantastica (Boulenger, 1884)
- Ranitomeya flavovittata (Schulte, 1999)
- Ranitomeya imitator (Schulte, 1986)
- Ranitomeya reticulata (Boulenger, 1884)
- Ranitomeya sirensis (Aichinger, 1991)
- Ranitomeya summersi Brown, Twomey, Pepper & Sanchez-Rodriguez, 2008
- Ranitomeya toraro Brown, Caldwell, Twomey, Melo-Sampaio & de Souza, 2011
- Ranitomeya uakarii (Brown, Schulte & Summers, 2006)
- Ranitomeya vanzolinii (Myers, 1982)
- Ranitomeya variabilis (Zimmermann & Zimmermann, 1988)
- Ranitomeya ventrimaculata (Shreve, 1935)
- Ranitomeya yavaricola Pérez-Peña, Chávez, Twomey & Brown, 2010